# Sphecodes rufiventris
Sphecodes rufiventris är en biart som först beskrevs av Georg Wolfgang Franz Panzer 1798.  Sphecodes rufiventris ingår i släktet blodbin, och familjen vägbin. Inga underarter finns listade i Catalogue of Life.